# Forex Bank
Forex Bank AB er en svensk virksomhed indenfor handel med valuta. 
Forex har 65 afdelinger i Sverige, 10 i Finland, 8 i Norge, 1 i Island[kilde mangler] og 9 i Danmark. Den første blev åbnet på Københavns Hovedbanegård i 1994, hvor der i 2011 blev åbnet endnu en afdeling. De andre afdelinger ligger i Helsingør (åbnet 2005), Nørreport, Gothersgade (åbnet 2005, nu lukket på grund af vandskade), Odense Banegård, Aarhus, Aalborg (åbnet 2005) og Østerbrogade i København (åbnet 2010). Mellem 2007 og 2009 lå der en afdeling i Billund Lufthavn. Forex omsatte i 2006 for 20 mia. kr. 
Forex blev grundlagt i 1927 hos barber Gyllenspets på hovedbanegården i Stockholm. Mange af kunderne var turister og havde behov for at få veklset penge. Barberforretningen blev med tiden et lille vekselerkontor, der frem til 1960'erne blev drevet af Statens Järnvägar. Rejsebureauejeren Rolf Friberg, der i dag er bestyrelsesformand og ejer af selskabet, blev i 1965 tilbudt at købe virksomheden for at kunne give valutaservice til sine kunder. Forex var frem til begyndelsen af 1990'erne det eneste selskab udover bankerne, som Svenska Riksbanken havde givet tilladelse til at handle med valuta. Forex har siden 2003 fungeret som bank i Sverige. Den største konkurrent på det svenske marked for valutahandel, X-change, blev opkøbt i april 2007.